# تراویس (نام کوچک)
تراویس (به انگلیسی: Travis) یک نام کوچک است. افراد و شخصیتهای مشهور با این نام عبارتند از:
- تراویس بارکر
- تراویس فیمل
- تراوی مک‌کوی
- تراویس ویلینگهام
- تراویس بیکل